# Consola (arquitetura)

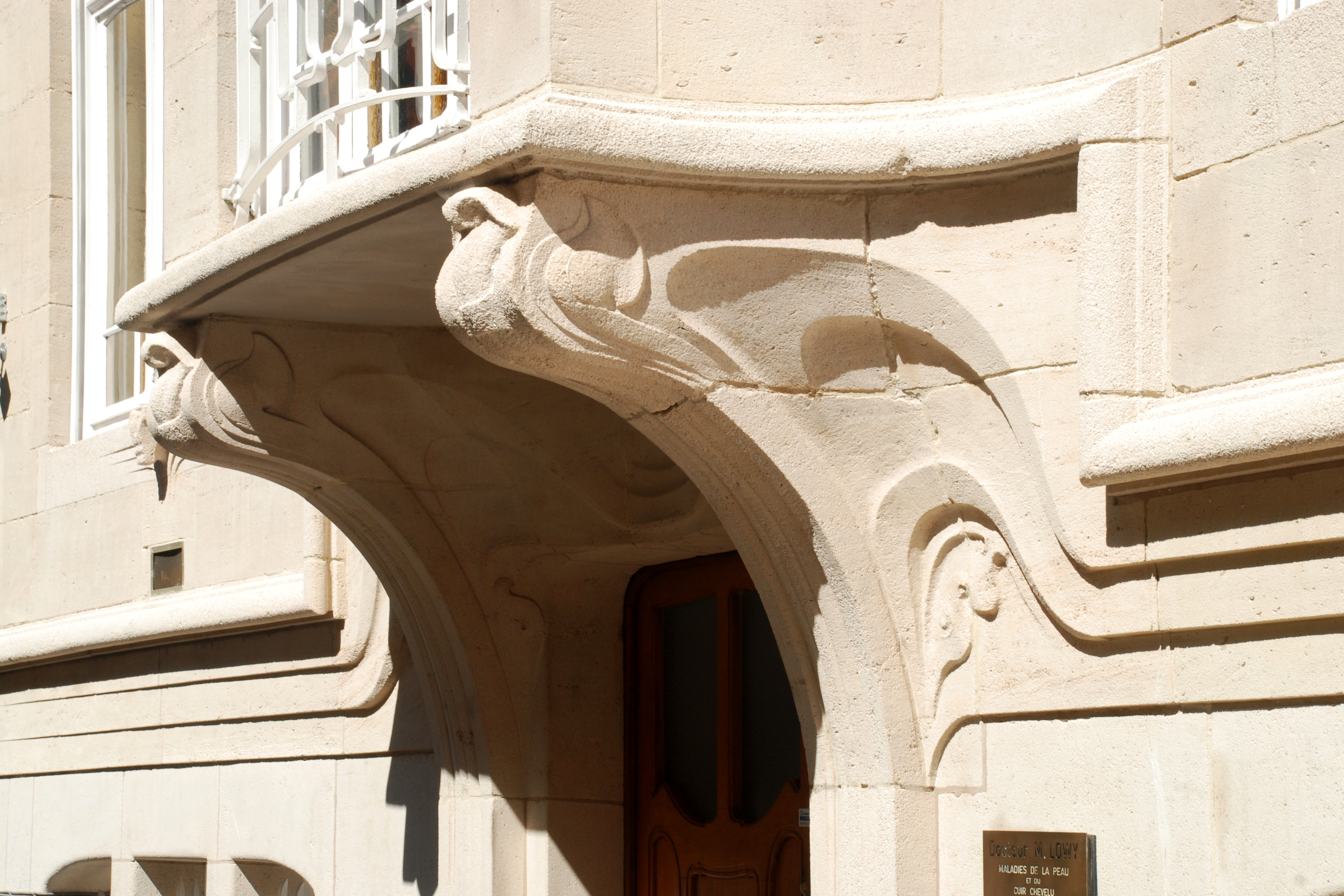
Consola da Art Nouveau em Bruxelas (arquiteto Émile Lambot rua Félix Delhasse).

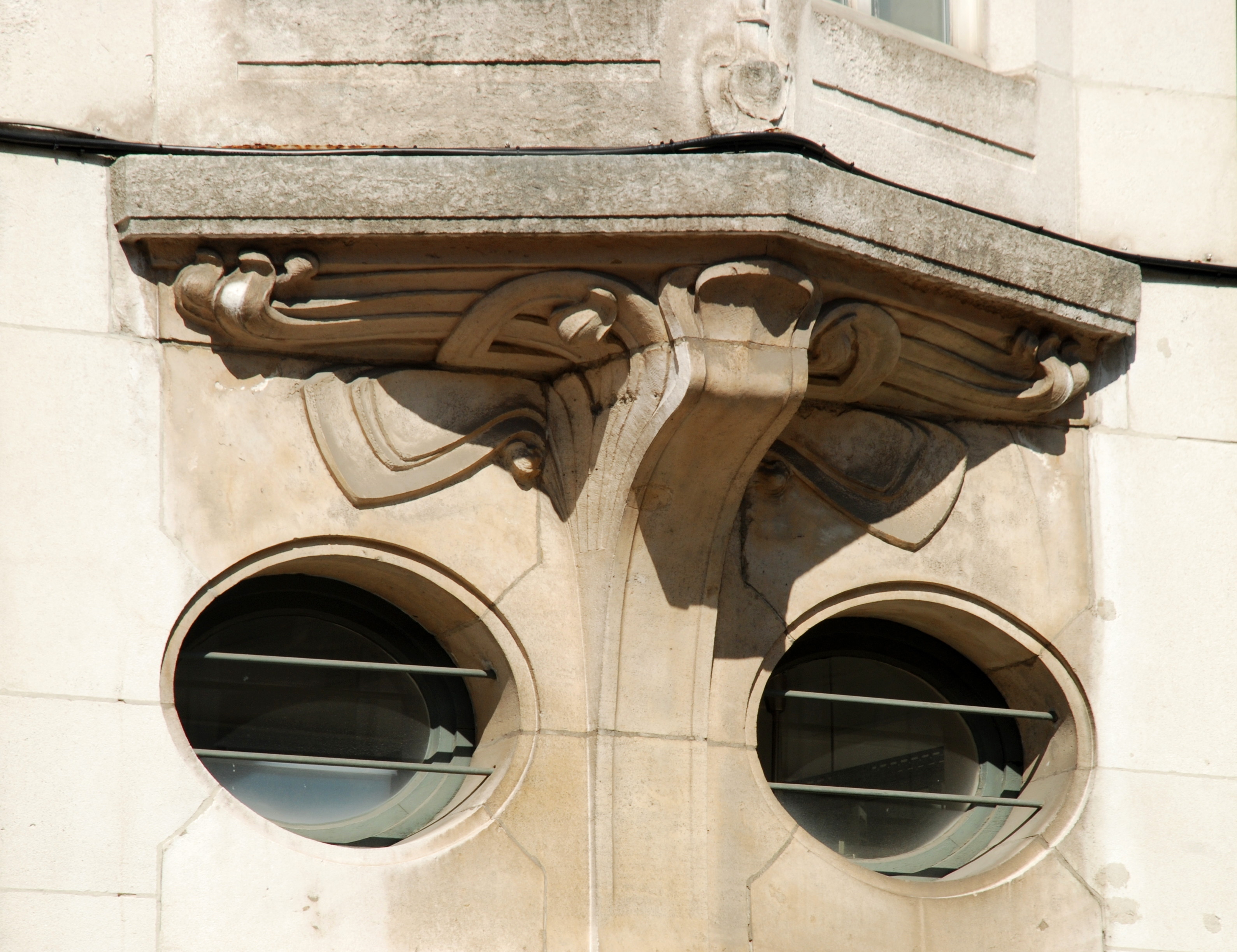
Consola no estilo da Art Nouveau em Bruxelas (arquiteto Louis Bral, Rua do Canal).

Em arquitetura, consola refere-se a um elemento estrutural saliente no paramento de uma parede que serve de sustentação a objetos como estátuas e vasos ou a outros elementos estruturais como cornijas, peitoris ou balcões, nas fachadas dos edifícios. Genericamente, é o mesmo que consolo, repisa e peanha. Relativamente ao apoio de balcões, estes elementos podem ser também designados mísulas. A sua distinção entre este último e a consola reside no facto de, para além desta possuir maiores dimensões (em geral), sendo portanto constituída por várias pedras, as mísulas são utilizadas para apoio de uma viga (viga contínua) saliente de um piso ou em beirais. Em geral, a consola apresenta formas sinuosas, em S, sendo-lhe muitas vezes associado um carácter ornamental. Estes elementos estruturais foram bastante utilizados na arquitetura, principalmente na Art Nouveau, onde é possível observar exemplos perfeitos de consolas, normalmente em composições com motivos florais. Podem ser vistos também como suportes de janelas salientes - normalmente denominadas de bay windows.